# Щурмабтайлунг
Щурмабтайлунг (на немски: Sturmabteilung чуй – Щурмови отряд; превеждано също като „Щурмови войски“; разг. щурмоваци), повече познато като СА (еС-А) или SА, е род войски на Германия през Първата световна война и военизирана организация към НСДАП, изиграла ключова роля в издигането на Адолф Хитлер към властта през 20-те и 30-те години на 20. век.
Членовете на СА често са наричани „кафявите ризи“ заради цвета на техните униформи в отличие от членовете на СС, които носят черни униформи. Голяма част от униформите на СА е от кафяви евтини платове, останали след Първата световна война, които са били предназначени за германските войски в Африка.
Основните цели на СА са да осигури защита на нацистките митинги и събрания, да саботира срещите на противниковите партии, да се бори срещу паравоенните части на противниковите партии – особено Съюза на червените фронтоваци на Комунистическата партия на Германия (KPD), и да сплашва цигани, синдикалисти и особено евреи – например по време на нацисткия бойкот на еврейския бизнес.
Щурмабтайлунг е също така първата паравоенна организация, която развива псевдовоенни наименования, давани на нейните членове. Чиновете в СА по-късно са възприети от други нацистки организации, сред които и СС.
СА е обезкървена, след като Хитлер нареджда провеждането на операцията, известна като „Нощта на дългите ножове“ (Die Nacht der langen Messer), през 1934 г. СА продължава да съществува, но на практика е заменена от СС, въпреки че не е официално разпусната до капитулацията на Третия райх пред Съюзниците през 1945 г.

## История
Терминът Sturmabteilung предхожда основаването на Нацистката партия през 1919 г. Идва от специалните щурмови войски на Германия през 1918 г. по време на Първата световна война, които използват тактиката за проникване в тила на противника на Оскар фон Хутиер. Вместо в огромна атакуваща маса, Sturmabteilung са групирани в малки групи от по няколко войника. За първи път участват в обсадата на 8-а армия на Рига, след това в битката при Капорето, а тяхната по-сериозна намеса позволява на германците да отблъснат британските и френските линии на десетки километри през март 1918 г.

### Охрана на НСДАП
Германска работническа партия (DAP) е формирана в Мюнхен през януари 1919 г., а Адолф Хитлер се присъединява към нея през септември същата година. Неговите таланти за говорене, публичност и пропаганда са бързо признати и от началото на 1920 г. той придобива авторитет в партията, която променя името си на Националсоциалистическа германска работническа партия (НСДАП) през февруари 1920 г. Изпълнителният комитет на партията добавя „социалистическа“ (въпреки възраженията на Хитлер), за да помогне на партията да привлича леви работници.
След случай в Мюнхен през 1920 г. Хитлер създава около Емил Маурис Ordnertruppen (Отряд за реда) – формирование от бивши войници и скандалджии от бирариите, които да защитават събиранията на Нацистката партия от подриви от социалдемократи и комунисти. На 4 ноември 1921 г. се провежда голям публичен митинг в Мюнхен. След като Хитлер говори за кратко, митингът прераства в меле, в което се отличава малка група от Ordnertruppen, като напада опозицията. Непосредствено след този случай организацията започва да се нарича SA (СА). Под ръководството на техния популярен водач Ернст Рьом СА се превръща във важна вътрешнопартийна силова структура, която се разраства до състав от хиляди членове. През 1922 г. Нацистката партия създава Младежкия съюз (Jugendbund) за юноши между 14 и 18 години. Неговият наследник е Хитлеровата младеж, останала под командването на СА до май 1932 г.
От април 1924 до края на февруари 1925 г. СА е с името Фронтбан (Frontbann), за да се избегне своевременната забрана на Нацистката партия. СА извършват множество актове на насилие срещу социалистически групи през 1920-те години, най-вече в по-малки улични боеве, наричани 'колизии'.
В затвора Ландсберг през април 1924 г. Рьом също получава от Хитлер свободата да възстанови СА по каквито и да било начини, които сметне за подходящи. След като през април 1925 г. Хитлер и Лудендорф не одобряват предложенията от Рьом да интегрира 30 000 членове на Фронтбан в СА, Рьом подава оставка от всички политически движения и военни бригади на 1 май 1925 г. и търси уединение от обществения живот. През 1929 г. SA започва да ползва и моторизирани отряди за по-добра мобилност и по-бързо събиране на членовете.
През септември 1930 г., вследствие на бунта на Щенес в Берлин, Хитлер поема управлението на СА като нов върховен водач на СА (Oberster SA-Führer). Изпраща лично искане до Рьом, като го моли да се върне, за да стане началник на щаба (Stabschef) на SA. Рьом приема предложениета и започва новата си работа на 5 януари 1931 г. Внася нови радикални идеи в SA и назначава няколко близки приятели във висшето ръководство. Преди това формированията на СА са подчинени на ръководството на нацистката партия на всеки региотален лидер (гаулайтер). Рьом създава нова система от групи (Gruppen), която няма регионален нацистки партиен надзор. Всяка група се разпростира в няколко региона и се ръководи от групов водач на СА (SA Gruppenführer), който отговаря само пред Рьом и Хитлер. При Рьом СА израства значително в структурата на нацистката власт с хиляди членове. В началото на 1930-те години нацистите се превръщат от екстремистка група в най-голямата политическа партия в Германия. СА се разширява, има около 400 000 членове към януари 1932 г.
Много от тези щурмоваци вярват в социалистическото обещание за националсоциализма и очакват, че нацисткият режим ще предприеме по-радикални икономически действия, като например разделянето на огромните поземлени имоти на аристокрацията, след като получат национална власт. По времето, когато Хитлер взима властта през януари 1933 г., членството в СА се е увеличило до приблизително 2 000 000 или 20 пъти повече от Райхсвер (германската армия).

### Хитлер идва на власт
След като Хитлер завзема властта през 1933 г., СА започва да се настройва сериозно за собствената си власт и се вижда като заместител на германската армия. Това ядосва редовната германска армия (Райхсвер), която вече негодува срещу Нацистката партия и обикновено нейните членове намират тези СА за 'кафяви отрепки'. Това води до обтягане на отношенията с други лидери вътре в партията, които виждат прекалено мощните СА на Рьом като заплаха за техните лични амбиции. СС – създаден като спомагателна част на СА, когато минава под контрола на Хайнрих Химлер, ограничава отчасти властта на кафявите ризи и нейните лидери. Новопоявилите се есесовци се превръщат в нещо повече от охранителна част за Хитлер и се е оказват по-подходящи за проводник на политиката му, включително и от криминално естество.
Въпреки че някои от тези конфликти се основават на лични съперничества, това са също ключови социални конфликти между СС и СА. Членовете на СС произхождат предимно от средната класа, докато по-голяма част от тези на СА са безработни или работници. В резултат СА са по-радикални от СС – водачите на СА спорят, че нацистката революция не е свършила с възкачването на власт на Хитлер, а по-скоро е необходимо за въвеждане на социалистическа система в Германия. Освен това бунтовната култура се насърчава до взимането на властта.
Сред факторите, довели до краха на СА, е решението на Рьом да предизвика пряко Райхсвера. След възкачването на Хитлер на власт Рьом настоява Хитлер да го назначи за министър на отбраната, на който пост е консервативният генерал Вернер фон Бломберг. Докато Бломберг гледа на СА като на източник на новобранци, Рьом естествено желае да води цялата войска. Въоръжените сили на Гермаиня са ограничени от Версайския договор до 100 000 воини и военните ѝ ръководители са убедени, че този недостиг може да бъде компенсиран с по-голяма СА. През януари 1934 г. Рьом представя на Бломберг меморандум, чрез който изисква СА да заеме мястото на сухопътните войски и Райхсверът да стане тренировъчно звено на СА.
Бломберг и фон Райхенау започват да заговорничат с Херман Гьоринг и Хайнрих Химлер срещу Рьом и СА. Химлер моли Райнхард Хайдрих да събере досие на Рьом. Хайдрих признава, че СА трябва да бъде неутрализирана, за да може СС да получи пълна национална власт. Той представя фалшиви доказателства, че от французи Рьом е получил 12 милиона марки, за да свали Хитлер.
Хитлер харесва Рьом и първоначално отказва да повярва на досието, представено от Хайдрих. Рьом е сред първите му привърженици, а и без възможността да получи военни средства в ранните дни на движението, е малко вероятно нацистите някога да се утвърдят. СА под ръководството на Рьом също изиграва жизненоважна роля в унищожаването на опозицията по време на изборите от 1932 и 1933 г.

### Нощ на дългите ножове
На 30 юни 1934 г. Хитлер, придружен от звена на СС, пристига в Бад Вийзе, където лично арестува Рьом и други висши лидери на СА. През следващите 48 часа са арестувани 200 други висши служители на СА по пътя към Вийзе. Чистката е известна като Нощта на дългите ножове. Мнозина са застреляни веднага, след като са арестувани, но Хитлер решава да помилва Рьом заради миналите му служби към движението. На 1 юли, след голям натиск от страна на Херман Гьоринг и Хайнрих Химлер, Хитлер се съгласява, че Рьом трябва да умре. Хитлер настоява, че първо трябва да бъде позволено на Рьом да се самоубие. Въпреки това, когато Рьом отказва, той е убит от двама офицери от СС, Теодор Айке и Михаел Липерт. Имената на 85 жертви са известни; обаче оценките поставят общия брой убити между 150 и 200 души. Докато някои германци са шокирани от убийството, много други виждат Хитлер като този, който възстановява реда в страната. Пропагандата на Гьобелс подчертава „Рьом-Пуч“ в следващите дни. Хомосексуалността на Рьом и други лидери на СА е публикувана, за да добави „стойност на шока“, макар сексуалността на Рьом и другите лидери на СА да е позната на Хитлер и други нацистки лидери от години.

### След нападението
Виктор Лутце е новият лидер на СА. Организацията скоро е превърната във второстепенна в нацистката система на власт, за сметка на СС. Членовете ѝ намаляват драстично – от 2.9 милиона през август 1934 г. до 1.2 милиона през април 1938 г.
СА остава активна до края на войната, но нейното единствено значително действие е Кристалната нощ, когато са активирани всички единици на СС и СА, за да безчинстват срещу евреите, като съсипват цялата еврейска търговска дейност и разрушават синагогите им.
През 1943 г. Виктор Лутце загива в автомобилна катастрофа, а ръководството на СА е поето от Вилхелм Шепман. Шепман прави всичко възможно, за да управлява СА в останалата част от войната, опитвайки се да възстанови групата като преобладаваща сила в нацистката партия и да поправи годините на недоверие и лоши чувства между СА и СС.
СА официално престава да съществува през май 1945 г., когато Нацистка Германия капитулира. СА е забранена от съюзническия Контролен съвет, малко след края на войната. През 1946 г. Международният военен трибунал в Нюрнберг официално решава, че СА не е престъпна организация.
В съвременната епоха няколко неонацистки групи заявяват, че продължават идеите на СА, като термини като „щурмовак“ и „кафява риза“ често се срещат в неонацисткия речник, въпреки че тези групи често са слабо организирани.

## Ръководители
Ръководителят на СА е наричан Oberster SA-Führer, превеждано като върховен модач на СА. За цялото съществуване на СА на тази длъжност са били 5 души:
- Емил Маурис (1920–1921)
- Ханс Улрих Клинцше (1921–1923)
- Херман Гьоринг (1923)
- няма (1923–1925)
- Франц Пфефер фон Саломон (1926–1930)
- Адолф Хитлер (1930–1945)

През 1930 г., за да централизира лоялността в СА, Хитлер поема командването над цялата организация и остава Oberster SA-Führer до самия край на съществуването ѝ. Основната работа в СА се поема от Stabschef SA (шеф на СА-щаба). След 1931 г. шефът на СА щаба, който действа от името на Хитлер, е приеман за командващ СА.

Следните лица са били на поста шеф на СА щаба:
- Ото Вагенер (1929–1931)
- Ернст Рьом (1931–1934)
- Виктор Лутце (1934–1943)
- Вилхелм Шепман (1943–1945)

## Организация
СА е организирана в цяла Германия в огромни формирования, познати като групи (Gruppen). Вътре във всяка група съществуват подчинени бригади (Brigaden) и в тяхно подчинение има полкове с наименованието щандарти (Standarten). СА-щандартите оперират във всеки по-голям германски град и са разделени на още по-малки единици: щурмбанове (Sturmbanne) и щурмове (Stürme).
Главнокомандващото звено на цялата СА – Oberste SA-Führung (Оберще СА-Фюринг), оперира от Щутгарт. То има много подофиси, за да контролира запаса, финансите и новобранците. За разлика от СС обаче СА няма медицински корпус и не се установява като организация в окупираните територии по време на Втората световна война.
СА има също няколко тренировъчни звена, най-голямо от които е SA-Marine (СА-флот). То действа като подкрепление към редовния военноморски флот (Kriegsmarine) и изпълнява спасителни операции и пристанищна защита. СА, подобно на Вафен СС (Waffen-SS), също има въоръжено войсково крило, познато като Фелдхернхале (Feldherrnhalle).

## Максими
- „Терорът трябва да бъде премахнат с терор“[5]
- „Всяка опозиция трябва да бъде стъпкана в земята“

## В културата
Щурмабтайлунг играе важна роля за развитието на нацисткото пропагандно кино в края на 1920-те и началото на 1930-те години. Участва в няколко филма, представяйки края на Ваймарската република.
След края на Втората световна война Щурмабтайлунг е предмет на интерес за дейците на културата.
- Сцени от филма Кабаре (1972) онагледяват жесток бой в нощен клуб на група членове на СА.
- В епизода „Rome-old and Juli-eh“ от 18-ия сезон на анимационния филм „Семейство Симпсън“ Барт и Лиза влизат в бой с група доставчици в кафяви униформи. Когато кафявите атакуват двореца на децата, Барт казва: „Кой би предполагал, че мъжете в кафявите униформи ще донесат толкова нещастия?“.